# Кристијан Лоаману
Кристијан Лоаману (енгл. Christian Loamanu; 13. мај 1986) професионални је рагбиста и репрезентативац Јапана, који тренутно игра за двоструког шампиона Европе Тајгерсе. Родио се на Тонги, његов деда је био рагби репрезентативац ове острврске државе. Због школовања је напустио Тонгу са 15 година и преселио се у Јапан. За репрезентацију Јапана је дебитовао против Уругваја 2005. Био је суспендован на годину дана због учествовања у тучи. По повратку у репрезентацију, постигао је 3 есеја у тест мечу против Јужне Кореје. Био је део селекције Јапана на светском купу 2007. У фебруару 2009. избачен је из јапанског рагбија, због коришћена марихуане. Отишао је у Француску и потписао за Тулон, за који ће до преласка у италијански Бенетон одиграти 51 утакмицу и постићи 16 есеја. После Тулона играо је за Бенетон и за Лестер. За репрезентацију Јапана је постигао 5 есеја у 16 утакмица. У новембру 2014. укинута му је забрана да игра у Јапану.